# Леско Ганна Степанівна
Ганна Леско (нар. 10 січня 1979, Кишинів, Молдавська РСР) — молдавсько-румунська співачка, художниця, поетеса і композиторка.

## Життєпис
Ганна Леско народилася і виросла в етнічно змішаній родині. Її батько має українсько-молдавське походження, мати — росіянка. Рідна мова співачки — російська, але її музична творчість носить переважно румуномовний характер (з деяким використанням російської), останнім часом виконує пісні англійською.
Популярна в Молдові і Румунії. За наполяганням батька (інженера) з дитинства займалася танцями. У Румунії Ганна Леско приїхала на гастролі з балетною групою в 16 років. У 17 років вирішила влаштуватися в Бухаресті (де в основному і проживає) і вступила на навчання на адвокатку до місцевого вишу, але через проблеми з румунською мовою незабаром покинула навчання.
Також займається живописом. Свою першу роботу Ганна Леско продала за 3000 $, її картини були виставлені в Національному музеї Бухареста. У 2000 році Ганна вирішила зосередитися на музиці. Близько року співачка виступала в складі румунського гурту «Direcția 5». З 2002 року почалася її сольна кар'єра. Співпрацювала з композитором Маріусом Мога.

## Композиції
- «Ard in flacari» («Я горю у вогні»).

## Альбоми
- 2002 — «Ard in flacari»; перший студійний альбом
- 2002 — «Inseparabili» («Невіддільний»); продажі перевищили 35 000 примірників[5].
- 2003 — «Pentru tine» («Для тебе»).
- 2004 — «Ispita» («Спокуса»).